# Блакитна стрічка (судноплавство)
Блакитна стрічка (судноплавство) або Блакитна стрічка Атлантики (англ. Blue riband) — до 1934 року неофіційна нагорода для найшвидшого лайнера, подоружуючого через Атлантичний океан. Напочатку був у формі блакитного вимпелу або стрічки, яку судно-рекордсмен мав право піднімати на щоглі. По одній із версій назва вибрана по аналогії до кінних перегонів.
1934 року був заснований міжнародний комітет по визначенню умов для цього приза по швидкості. Цього ж року британець Гарольд Хейз замовив за свій рахунок срібну фігуру, яка мала символізувати приз «Блакитна стрічка Атлантики». Кубок був виготовлений у наступному році.